# Frank Sinatra jr.
Frank Sinatra jr. (Jersey City, 10 januari 1944 – Daytona Beach, 16 maart 2016) was een Amerikaans zanger, dirigent en acteur.

## Biografie
Sinatra werd geboren als tweede kind van Frank Sinatra en zijn eerste vrouw Nancy Barbato-Sinatra. Zijn oudere zus is Nancy Sinatra.
In 1963 haalde Sinatra jr. het wereldnieuws. Hij werd ontvoerd door een bende rondom de figuur Barry Keenan. Hij werd gevangengenomen in een hotel in Stateline, Nevada, en twee dagen later vrijgelaten nadat zijn vader 240.000 dollar aan de ontvoerders had betaald.
In diezelfde periode werd hij zanger bij het koor van Sam Donahue. In 1966 maakte Sinatra jr. zijn filmdebuut in A Man Called Adam naast onder meer Sammy Davis jr., Louis Armstrong en Peter Lawford. In de laatste jaren van de carrière van zijn vader leidde hij het orkest bij diens optredens.
Sinatra jr. overleed op 72-jarige leeftijd in een ziekenhuis in Daytona Beach (Florida), vlak nadat hij voor een optreden een hartaanval had gehad. Dat optreden was onderdeel van de tournee Sinatra sings Sinatra, een programma waarin hij hits van zijn vader zong. Met de show eerde Sinatra jr. de honderdste geboortedag van zijn vader.
- Bibliothèque nationale de France: cb140258712 (data)
- Gemeinsame Normdatei: 136500536
- International Standard Name Identifier: 0000 0000 5515 9984
- Library of Congress Control Number: no96027740
- MusicBrainz: 37de3091-32c5-449b-a67e-2e3cd0f0beb7
- National Archives and Records Administration: 10576105
- Nationale Bibliotheek van Tsjechië: xx0207842
- Nationale Bibliotheek van Polen: a0000003377325
- Istituto Centrale per il Catalogo Unico: DDSV027415
- SNAC: w6p11tjv
- Système universitaire de documentation: 193383853
- Virtual International Authority File: 12505015
- WorldCat: E39PBJfh3gwHgvXYvtYQrhB773